# Histoire & Civilisations
Histoire & Civilisations est un magazine français de vulgarisation historique créé en 2014. Il appartient au Groupe Le Monde. 
Son tirage lors de son lancement en 2014 était de 60 000 exemplaires. Il s'agit d'une coédition avec National Geographic. Le rédacteur en chef actuel est Jean-Marc Bastière.

## Histoire
Créé en 2014, le magazine dispose d'une version numérique ainsi que d'un tirage papier. Le magazine succède à Histoire National Geographic. La première rédactrice en cheffe était Sylvie Briet. Le journal est partenaire de la web radio Storia Voce.